# Trachysomus apipunga
Trachysomus apipunga là một loài bọ cánh cứng trong họ Cerambycidae.